# Gan (Pyrénées-Atlantiques)
Gan ist  eine französische Gemeinde im Département Pyrénées-Atlantiques in der Region Nouvelle-Aquitaine. Sie gehört zum Arrondissement Pau und zum Kanton Ouzom, Gave et Rives du Neez (bis 2015: Kanton Jurançon). Gan hat 5649 Einwohner (Stand: 1. Januar 2022). Die Einwohner werden Gantois genannt. Bürgermeister ist seit 2014 Francis Pèes.

## Geografie
Gan liegt südlich von Pau am Fluss Nez, im Nordosten begrenzt der Soust die Gemeinde. Im Gemeindegebiet entspringen die Flüsse Les Hiès und Bayse.
Umgeben wird Gan von den Nachbargemeinden Jurançon im Norden, Rébénacq, Bosdarros und Gelos im Osten, Buzy im Süden sowie Saint-Faust, Lasseube und Lasseubetat im Westen.
Gan liegt in den Weinbaugebieten Jurançon und Béarn. Durch die Gemeinde führt die Route nationale 134. Der Bahnhof von Gan liegt an der Bahnstrecke Pau–Canfranc.

## Geschichte
Gan ist eine Bastide, die im Jahr 1335 durch Graf Gaston II. gegründet wurde.

## Bevölkerungsentwicklung

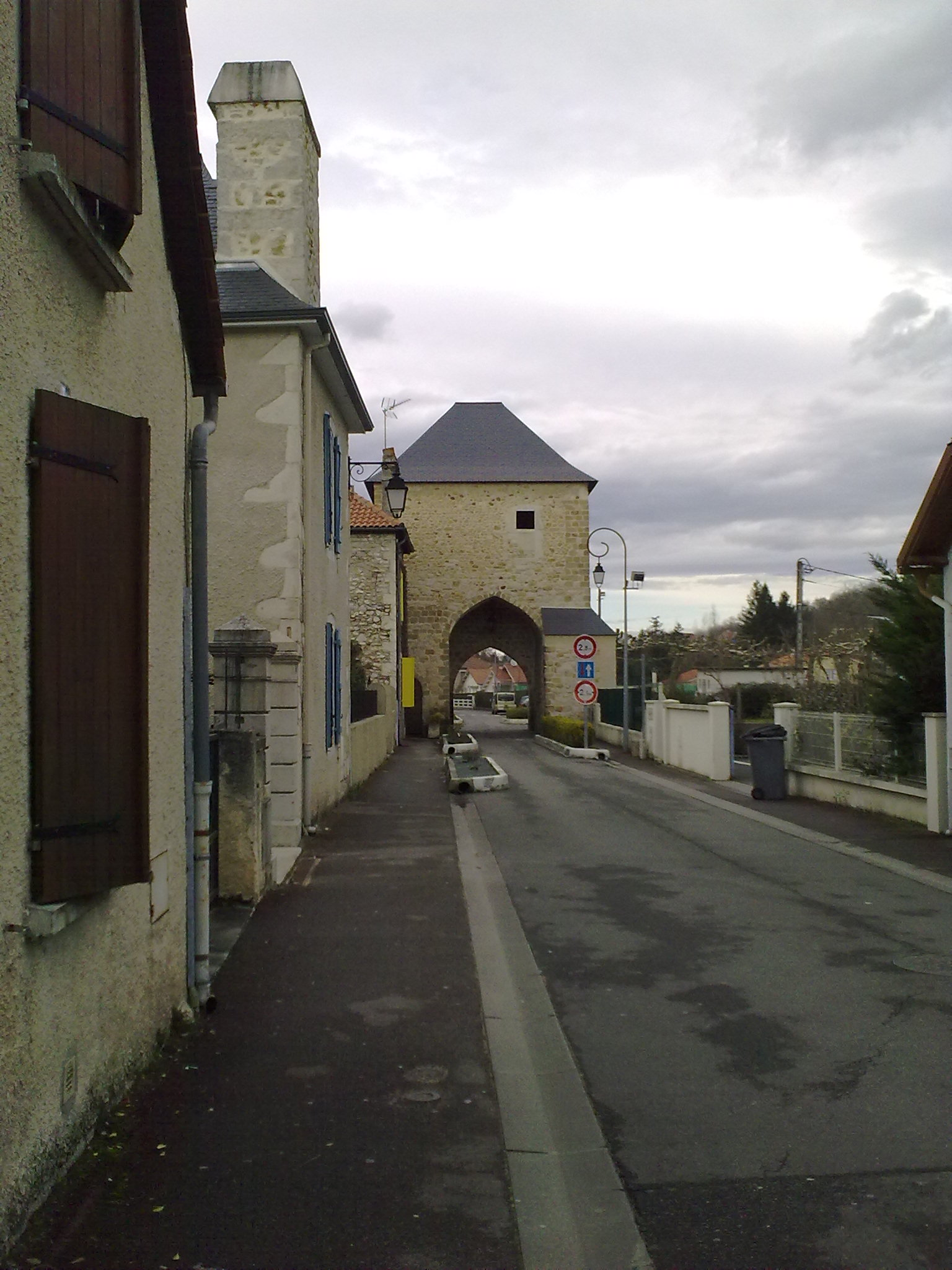
Nordtor von Gan

| Jahr      | 1962 | 1968 | 1975 | 1982 | 1990 | 1999 | 2006 | 2011 |
| Einwohner | 2915 | 3125 | 3543 | 4047 | 4724 | 4971 | 5197 | 5481 |

## Sehenswürdigkeiten
- Kirche Saint-Barthélémy
- Nordtor (sog. Porte de la prison) aus dem 14. Jahrhundert als Rest der frühen Bastide (seit 1994 Monument historique)
- Kirche Saint-Pierre

## Weinbau
Der Ort gehört zum Weinbaugebiet Béarn.

## Persönlichkeiten
- Pierre de Marca (1594–1662), Erzbischof von Toulouse bzw. Erzbischof von Paris
- Pierre Emmanuel (1916–1984), Dichter
- Paule Constant (* 1944), Schriftstellerin